# Pseudopoda yunnanensis
Pseudopoda yunnanensis är en spindelart som först beskrevs av Yang och Hu 200.  Pseudopoda yunnanensis ingår i släktet Pseudopoda och familjen jättekrabbspindlar. Inga underarter finns listade i Catalogue of Life.